# Chiesa di San Biagio (Reggio Emilia, Marmirolo)
La chiesa di San Biagio è la parrocchiale di Marmirolo, frazione di Reggio Emilia, in provincia di Reggio Emilia e diocesi di Reggio Emilia-Guastalla; fa parte del vicariato della Valle del Secchia.

## Storia
Si sa che nel 1193 l'imperatore Arrigo VI confermò il possesso della Chiesa di Reggio nell'Emilia sulla cappella di Marmirolo.
Quella chiesa, filiale della pieve di Bagno e citata con il doppio titolo di Santa Margherita e San Biagio, venne poi menzionata nel testamento di tale Lombardo Strelaro nel 1255 e ancora nel 1302.
Nel 1543 la canonica risultava versare in pessime condizioni. Nel 1576 fu riedificata la chiesa, la quale, dotata di tre altari, nel 1706 venne descritta come molto umida.
La nuova parrocchiale fu costruita nel 1724; ristrutturata nel 1905, nel 1943 venne abbellita e decorata dall'artista Giuseppe Baroni.
Nel 1987 l'edificio fu danneggiato da una scossa di terremoto, in seguito al quale venne restaurata; nel 1996 un nuovo sisma interessò la chiesa, che venne quindi sottoposta ad un intervento di consolidamento e di ristrutturazione terminato nel 2011.

## Descrizione

### Facciata
La facciata a salienti, che è intonacata, è spartita in tre porzioni separate da una cornice in bugnato; al centro s'apre il portale d'ingresso, caratterizzato da un architrave, sopra il quale v'è una finestra di forma trapezoidale, che è però murata, mentre ai lati son presenti due oculi, anch'essi oppilati.

### Interno
L'interno, a pianta a croce greca, si compone di una sola navata, sulla quale si affacciano due cappelle laterali e le cui pareti son scandite da paraste ioniche sorreggenti la trabeazione dotata di dentellatura e di fregio liscio.

L'aula termina con il presbiterio, rialzato di tre scalini e chiuso dall'abside di forma semicircolare, che è coperta dal catino absidale, nel quale c'è una raffigurazione del Salvatore in Gloria.